# Ráng bích họa nam
Ráng bích họa nam (danh pháp: Woodwardia cochinchinensis) là một loài thực vật có mạch trong họ Blechnaceae. Loài này được Ching miêu tả khoa học đầu tiên năm 1931.